# ISLISP
ISLISP (也可以写作 ISLisp) 是一种 Lisp家族的编程语言， 由ISO工作组ISO/IEC JTC 1/SC 22/WG 16（通常简称为SC22/WG16或WG16）进行标准化工作。 该工作的主要成果是一个国际标准，ISO/IEC13816:1997(E)，由ISO出版。该标准在2007年更新并重新发布ISO/IEC13816:2007(E)。虽然官方公布是通过ISO，ISLISP语言规范的版本被认为是公有领域的。
这项标准化工作旨在定义一个小的核心语言，以帮助弥合 Lisp 不同方言之间的差距。
ISLISP的设计目标：
- 尽可能地兼容现有的 Lisp 方言
- 提供基本的功能
- 面向对象
- 在设计上充分考虑扩展性
- 工业需求优先于学术需求
- 促进有效的实现和应用

ISLISP 的函數與值之命名空間相異（因此它是一个Lisp2）。
ISLISP拥有一个对象系统：ILOS，可以看作是Common Lisp的CLOS的子集。

## 实现
- OpenLisp
- TISL
- G-LISP - 用Java (applet)实现
- OKI ISLISP （页面存档备份，存于）
- PRIME-LISP （页面存档备份，存于） - 用C#实现（适用于Windows XP 和 Windows 7）
- ISLisproid[永久] - Android上的ISLISP
- dayLISP （页面存档备份，存于） - ISLISP子集，用Java实现